# Arpheuilles (Cher)
Arpheuilles é uma comuna francesa na região administrativa do Centro, no departamento Cher. Estende-se por uma área de 47,57 km². Em 2010 a comuna tinha 306 habitantes (densidade: 6,4 hab./km²).